# Volkmar (Paderborn)
Volkmar (auch Folkmar) († 17. Februar 983) war von 959 bis 983 Bischof von Paderborn.

## Leben
Volkmar entstammte vermutlich einer sächsischen Adelsfamilie. Er war früher Benediktinermönch in Corvey gewesen. Mit ihm bestieg zum ersten Mal ein Mönch die Paderborner Kathedra. Vermutlich spielte König Otto I., dem Kloster Corvey immer nahegestanden hatte,  dabei eine wichtige Rolle. Der Paderborner Bischof war nicht identisch mit dem Abt Volkmar I., trat aber vermutlich in dessen Amtszeit in das Kloster ein.
Otto II. hat nach Übernahme der Herrschaft auf ausdrückliche Bitte Volkmars die Rechte des Bistums insbesondere die freie Bischofswahl bestätigt. Zu diesem Zweck reiste der Bischof eigens zum damaligen Aufenthaltsort Ottos. Dieser schenkte der Domkirche ein sechshundert Pfund schweres goldenes Kreuzbild, das aber später verloren ging. Zum Nachteil des Bistums Paderborn erlangte Corvey von Benedikt VII. die Bestätigung auf den Anspruch auf Immunität. Volkmar hat sich als ehemaliger Mönch dagegen nicht gewehrt.